# Donau-Main-Überleitung
Mit der Donau-Main-Überleitung leiten die Wasserwirtschaftsbehörden des Freistaats Bayern Wasser aus dem Flusssystem der Donau in das in Franken gelegene, von zeitweiliger Trockenheit bedrohte System der Regnitz und des Mains. Dabei überquert das Wasser die europäische Hauptwasserscheide im nördlichen Vorland der Frankenalb beziehungsweise die von der Scheide durchlaufene gesamte Fränkische Alb.

## Übersicht
Zur Überleitung gehören zwei mit erheblichem wasserbaulichen Aufwand erstellte unabhängige Systeme. An der oberen Altmühl wird seit 1999 Hochwasser in den Altmühlsee abgeleitet, von wo aus es durch eine Stollenstrecke in den auf der anderen Seite der Wasserscheide tiefer liegenden Brombachsee gelangt. Hier wird es gespeichert und bei Bedarf über mehrere andere Flüsse in die Regnitz abgegeben.
Einen wesentlich größeren Anteil macht die mit elektrischer Energie betriebene Kanalüberleitung durch den Main-Donau-Kanal aus. Hier wird seit 1994 über Pumpen an den fünf Schleusen der Südrampe des Kanals Wasser aus der Donau in die Scheitelhaltung des Kanals gepumpt, von wo aus es abwärts über eine weitere Staustufe in den Rothsee fließt, wo es gespeichert und im Bedarfsfall auf zwei verschiedenen Wegen ebenfalls in die Regnitz abgegeben wird. Langfristig wird mit einer mittleren jährlichen Überleitung durch das Gesamtsystem von 150 Mio. m³ Wasser gerechnet, 5/6 davon über den Main-Donau-Kanal.
Zum System der Donau-Main-Überleitung gehören insgesamt drei Seen, davon der Altmühlsee mit Ringdamm sowie mit Brombach- und Rothsee zwei Talsperren, die wegen ihrer Vorsperren fünf Dämme umfassen, drei Wasserkraftwerke an den Talsperren und der Schleuse Hilpoltstein, die Kanalstrecken zum Altmühlsee und von dort zum Brombachsee sowie 27 weitere Wehre an teilweise für die höhere Wasserführung ausgebauten Wasserläufen. Dazu kommen Teile und Einrichtungen des Main-Donau-Kanals, die gleichzeitig anderen Zwecken dienen: der Kanal selbst zwischen dem Anschluss an die Donau und dem Auslauf in die Schwarzach nebst Ein- und Auslaufbauwerken sowie die Pumpwerke der Südrampe. Die Kosten der Errichtung des Systems, mit dessen detaillierter Planung 1971 durch das bis 2000 bestehende Talsperrenneubauamt Nürnberg begonnen wurde, betrugen ca. 450 Mio. Euro.
Betreiber der Überleitung ist das Wasserwirtschaftsamt Ansbach, das dafür in Schlungenhof am Altmühlsee eine Betriebsleitung unterhält und daneben in der Mandlesmühle unmittelbar am Auslass des Großen Brombachsees ein Informationszentrum eingerichtet hat.
Neben den wasserwirtschaftlichen Funktionen dienen die Seen mit insgesamt 20 km² Wasserfläche und 80 km öffentlichen Wegen auch der Naherholung. 540 ha See- und Uferflächen stehen unter Naturschutz.
Während in der Bezeichnung Main-Donau-Kanal die Flüsse im Wort der geografischen Anordnung auf der genordeten Karte entsprechen, spiegelt der Begriff Donau-Main-Überleitung die Fließrichtung des aus der Donau gepumpten Richtung Main rinnenden Wassers wider.

## Ziele
Ohne die Zugabe kann die Regnitz bei Trockenheit am Pegel Hüttendorf weniger als 10 m³/s Wasser führen. Das brachte erhebliche Nutzungseinschränkungen bzw. ökologische Gefahren mit sich, so z. B. für die Entnahme von Uferfiltrat zur Bewässerung des mittelfränkischen Gemüseanbaugebiets, die erst mit der Überleitung möglich wurde, oder durch die Nutzung von Kühlwasser u. a. durch die Energiewirtschaft. Daher wird eine Erhöhung des Niedrigwasserabflusses der Regnitz am Pegel Hüttendorf im Sommer auf 27 m³/s und im Winter auf 22 m³/s angestrebt. Außerdem wird Hochwasser in der oberen Altmühl bei Ornbau in das Überleitungssystem abgeleitet, womit das unterhalb gelegene Altmühltal vor Hochwasser geschützt werden soll.

## Brombachüberleitung
| Höhen [m ü. NN]              | Altmühlsee | Kleiner Brombachsee | Großer Brombachsee |
| ---------------------------- | ---------- | ------------------- | ------------------ |
| Höchstes Stauziel            | 416,00     | 411,50              | 411,40             |
| Hochwasserstauziel           | 415,50     | —                   | 410,50             |
| Sommerstauziel               | 415,00     | 410,60              | 407,50             |
| Winterstauziel               | 414,50     | 410,60              | 406,50             |
| Absenkziel                   | —          | —                   | 403,50             |
| Außergewöhnliches Absenkziel | 413,50     | 409,00              | —                  |

Bei Hochwasser in der Altmühl wird bei Ornbau überschüssiges Wasser in den 5 km langen Altmühlzuleiter zum Altmühlsee geleitet. Wegen des in diesem Bereich sehr flachen Altmühltals ist der Seeboden auf gleicher Höhe wie das umgebende Gelände. Der 4,5 km² große See ist von einem 12,5 km langen umlaufenden Ringdamm umgeben, mit 2,5 m mittlerer Wassertiefe sehr flach und der Zulauf muss weit oberhalb des Sees vom Fluss abzweigen, um das notwendige Stauziel erreichen zu können. Bei Niedrigwasser kann aus dem See Wasser auch wieder in die Altmühl abgegeben werden, in der Regel wird es jedoch vom Altmühlsee durch den 8,7 km langen Altmühlüberleiter, der auf einer Strecke von 2,7 km in einem Stollen die Wasserscheide unterquert, zunächst in den Kleinen Brombachsee und von dort in den unmittelbar anschließenden Großen Brombachsee geleitet. Der Überleiter hat eine maximale Kapazität von 70 m³/s und nutzt zuletzt das ehemalige Bett des Brombachs. Der Wasserstand des Kleinen Brombachsees wird, wie der des durch den zweiten großen Zufluss Igelsbach gespeisten Igelsbachsees, durch einen Vorsperrendamm weitgehend konstant gehalten. Der vom Hauptdamm aufgestaute Große Brombachsee dient als Speicher und der Wasserstand kann entsprechend dem unregelmäßigen Zulauf und Abfluss im Regelbetrieb um bis zu sieben Meter schwanken. Bei ungenügender Wasserführung in der Regnitz kann über die Mindestwassermenge hinaus Wasser aus dem Brombachsee in den Unterlauf des Brombachs abgegeben werden. Das geschieht über ein Kraftwerk mit 630 Kilowatt Auslegungsleistung (zwei Durchströmturbinen mit je 315 kW). Über Schwäbische Rezat, Rednitz und Regnitz fließt diese Wassermenge dem Main zu.
In den Jahren 1995–2013 wurden auf diese Weise im Durchschnitt jährlich 27,9 Mio. m³ Wasser über die Wasserscheide übergeleitet, nach Beendigung des Einstaus wurden 1999–2013 durchschnittlich 26,5 Mio. m³ übergeleitet und 28,7 Mio. m³ aus dem Brombachsee abgegeben, wobei mit jährlich 11 Mio. m³ zusätzlichem Zufluss aus dem Einzugsgebiet des Brombachs gerechnet wird.

## Kanalüberleitung

Höhen- und Längenprofil des Main-Donau-Kanals. Die Kanalüberleitung erfolgt auf der schematischen Darstellung von rechts her.

An den Schleusen der Südrampe des Main-Donau-Kanals – Kelheim, Riedenburg, Dietfurt, Berching und Bachhausen – sind Pumpwerke mit einer Förderleistung von 35 m³/s installiert, die sowohl der Wasserversorgung des Kanals als auch der Überleitung dienen. Für die Überleitung sind maximal 21 m³/s vorgesehen, die in Niedertarifzeiten in die Scheitelhaltung des Kanals gepumpt werden. Dabei werden von der Donau 67,8 m, von der unteren Altmühl, die unterhalb der Schleuse Dietfurt mit dem Kanal identisch ist, jedoch meist nicht ausreichend Wasser führt, 51 m Höhenunterschied überwunden. Anschließend durchfließt dieses Wasser an der Schleuse Hilpoltstein mit einer Fallhöhe von 24,67 m ein Kraftwerk mit 3 Megawatt elektrischer Leistung. An der Schleuse Eckersmühlen wird es aus dem Oberwasser in den unmittelbar benachbarten Rothsee geleitet, einen im Tal der Kleinen Roth angelegten Speichersee. Da der Zufluss hier in weiten Bereichen – ausgenommen bei Donauniedrigwasser – gesteuert werden kann, ist der Rothsee wesentlich kleiner dimensioniert als der Brombachsee.
| Höhen [m ü. NN]               | Donau bei Kelheim | … | Haltung Riedenburg (Altmühl) | … | Scheitel- haltung Hilpoltstein | Haltung Eckers- mühlen | Rothsee       | Haltung Leer- stetten |
| ----------------------------- | ----------------- | - | ---------------------------- | - | ------------------------------ | ---------------------- | ------------- | --------------------- |
| Höchstes Stauziel             | —                 |   | —                            |   | —                              | —                      | 375,26        | —                     |
| Sommerstauziel Winterstauziel | 338,2             |   | 355,0                        |   | 406,0                          | 381,3                  | 374,20 373,70 | 356,7                 |
| Absenkziel                    | —                 |   | —                            |   | —                              | —                      | 367,20        | —                     |

Die Wasserabgabe aus dem Rothsee von maximal 15 m³/s erfolgt teilweise in den Unterlauf der Kleinen Roth, von wo das Wasser über Roth, Rednitz und Regnitz wiederum dem Main zufließt, teilweise in das Unterwasser der Kanalschleuse, wo es nach Durchfließen einer weiteren Staustufe in die Schwarzach ausgeleitet wird, die ebenfalls in die Rednitz mündet.
In den Jahren 1994–2013 wurden im Durchschnitt jährlich 97 Mio. m³ Wasser in den Rothsee übergeleitet, der natürliche Zufluss der Kleinen Roth beträgt ca. 9,3 Mio. m³, 107 Mio. m³ wurden abgegeben. Der Wasserspiegel in der Hauptsperre kann um bis zu sieben Meter schwanken, in der durch die Kleine Roth gespeisten Vorsperre ist er weitgehend konstant. Die Wasserabgabe erfolgt bei niedrigen und mittleren Abflüssen über die beiden auf 1,0 m³/s bzw. 5,0 m³/s Durchfluss ausgelegten Turbinen des zugehörigen Kraftwerks von zusammen 750 kW mit 14,4 m Fallhöhe, weitere 9,0 m³/s können am Kraftwerk vorbeigeleitet werden. Die mittlere jährliche Stromerzeugung durch Wasserkraft beträgt hier 2,7 Mio. kWh, wodurch ein weiterer Teil der aufgewandten Pumpenergie zurückgewonnen wird.